# یوهان گوتفرید شادو

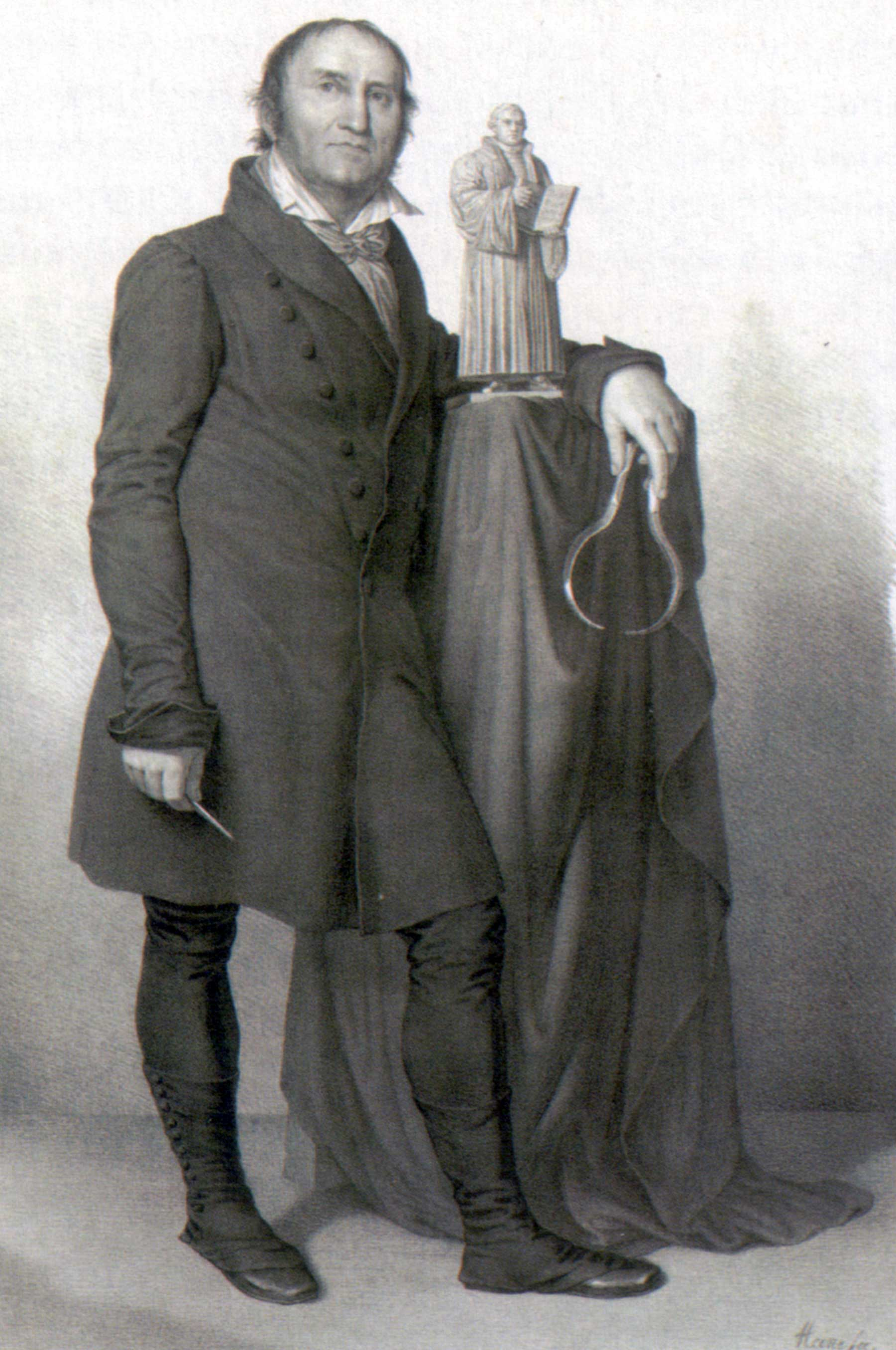

یوهان گوتفرید شادو (انگلیسی: Johann Gottfried Schadow؛ زاده ۲۰ مهٔ ۱۷۶۴ درگذشته ۲۷ ژانویهٔ ۱۸۵۰) یک مجسمه‌ساز اهل آلمان بود.